# Maj Hemberg
Maj Hemberg, egentligen Marta Ester Laurentia Hemberg, född 12 september 1906 i S:t Matteus församling, Stockholm, död ogift 22 december 1992 i Sankt Petri församling, Malmö, var en svensk målare och grafiker.
Hon var dotter till journalisten Oscar Hemberg och hans första hustru Clara Laurentia, ogift Antonsson. Maj Hemberg studerade vid Konstakademin i Weimar och Statliga konsthögskolan i Berlin och stannade kvar i Tyskland fram till 1945. Hennes verk är oftast landskaps- och figurframställningar av allegorisk eller symbolisk karaktär. Allt hennes arbete från tiden 1922 till 1945 blev förstört vid bombningarna under slutet av andra världskriget, men hennes produktion fortsatte även efter denna händelse.
Hon är begravd i morföräldrarnas familjegrav på Malmö Sankt Pauli mellersta kyrkogård, där även modern och en syster vilar.